# Rafael Hernández Colón

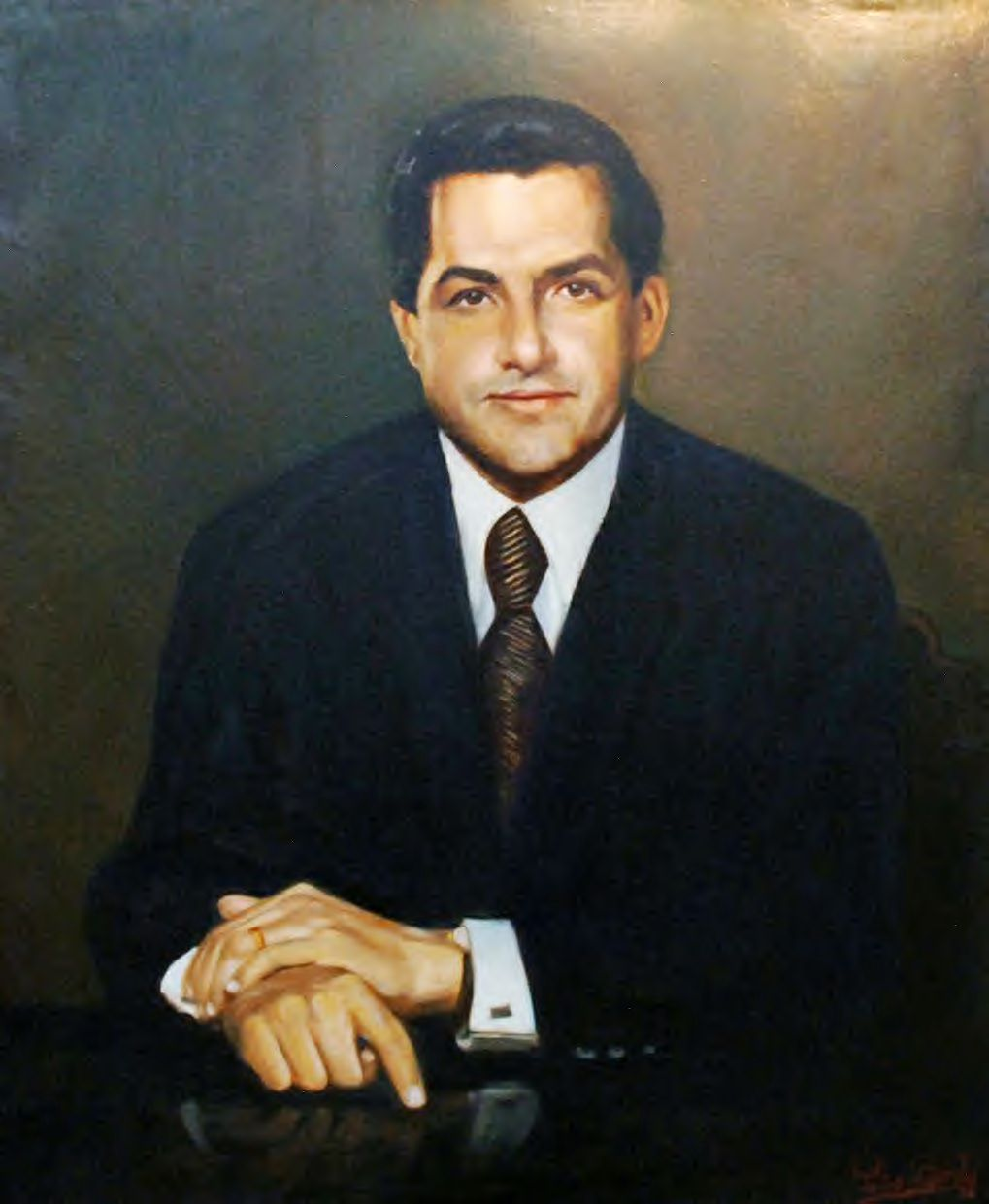
Rafael Hernández Colón

Rafael Hernández Colón (* 24. Oktober 1936 in Ponce, Puerto Rico; † 2. Mai 2019 in San Juan, Puerto Rico) war ein puerto-ricanischer Politiker.

## Leben
Hernández war ein Schützling des langjährigen Gouverneurs Luis Muñoz Marín und war ein Befürworter von dessen Partido Popular Democrático (PPD), die in einer Eigenstaatlichkeit oder Souveränität Puerto Ricos den wirtschaftlichen und politischen Ruin der Insel sah. Am 2. Januar 1965 wurde er von Roberto Sánchez Vilella, dem Nachfolger von Muñoz Marín als Gouverneur, zum Justizminister (Justice Secretary) ernannt. 1968 wurde er zum Senator und 1969 auch zum Präsidenten des Senats gewählt.
1972 kandidierte er mit Unterstützung seines Mentors Muñoz Marín erstmals für das Amt des Gouverneurs von Puerto Rico und gewann gegen den Amtsinhaber Luis A. Ferré von der New Progressive Party (PND). Nach seinem Amtsantritt am 2. Januar 1973 versuchte er Puerto Rico weniger wirtschaftlich abhängig von den USA zu machen. Dabei setzte er sich für eine wichtigere Rolle Puerto Ricos im Welthandel sowie für eine Verbesserung von Einwanderungskontrolle, Kommunikation und Verkehr ein. Andererseits favorisierte er die Beibehaltung des bisherigen Commonwealth-Status mit der US-amerikanischen Staatsbürgerschaft, gemeinsamen Verteidigungsübereinkommen und dem gemeinsamen Wirtschaftsmarkt. 1975 führte er ein breites Wohnungsbauprogramm ein, das zur Erhöhung des Budgets bei den öffentlichen Arbeiten um 20 Prozent auf 600 Millionen US-Dollar führte. Zugleich war er als Gouverneur ein energischer Gegner jedweder Einmischung Kubas in die Angelegenheiten der Insel und behauptete, dass es Beziehungen zwischen dem Regime von Fidel Castro und der Partido Socialista Puertorriqueño gäbe. Während seiner Amtszeit erklärte er die Piña Colada zum Nationalgetränk Puerto Ricos.
1976 verlor er die Wiederwahl gegen seinen Herausforderer Carlos Antonio Romero Barcelo von der PND. Unmittelbar vor dessen Vereidigung zum Gouverneur bat er US-Präsident Gerald Ford eindringlich um die Aufnahme von Puerto Rico als 51. Bundesstaat der Vereinigten Staaten. Seine Behauptung, dass die Bundesstaatlichkeit in Widerspruch zum US-amerikanischen Engagement zur puerto-ricanischen Selbstbestimmung stünde, wurde von US-Präsident Jimmy Carter bestätigt. 1980 verlor er erneut die Gouverneurswahlen gegen Romero Barcelo, wobei der Abstand im Wahlergebnis geringer als 1976 war.
1984 wurde er dagegen erneut zum Gouverneur von Puerto Rico gewählt und war nach seiner Wiederwahl 1988 vom 2. Januar 1985 bis zum 2. Januar 1993 im Amt. 1992 verzichtete er auf eine erneute Kandidatur und zog sich aus dem aktiven politischen Leben zurück.
Hernández Colón war Mitglied des Club of Rome.